# Luis Nicolau d’Olwer

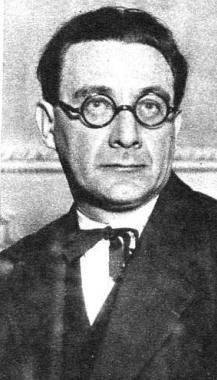
Luis Nicolau d’Olwer

Luis Nicolau d’Olwer (katalanisch: Lluís Nicolau i d’Olwer; * 20. Januar 1888 in Barcelona; † 24. Dezember 1961 in Mexiko-Stadt) war ein spanischer Literaturwissenschaftler, Historiker und Politiker, der unter anderem von 1931 bis 1933 und von 1936 bis 1939 Mitglied des Kongresses der Republik (Cortes Republicanas) sowie 1931 Wirtschaftsminister war.

## Leben
Luis Nicolau d’Olwer, der ein Studium an der Universität Barcelona und der Universität Complutense Madrid absolvierte, war als Professor für Literaturgeschichte an seiner Alma Mater und der Schule für Bibliothekare (Escuela de Bibliotecarios) tätig. Er engagierte sich politisch zunächst in der 1901 gegründeten Regionalistischen Liga (Liga Regionalista) und wurde 1922 Vorsitzender der Katalanischen Aktion (Acció Catalana), ehe er nach der Gründung der Zweiten Spanischen Republik 1931 Gründungsvorsitzender der Aktion der katalanischen Republikaner ACR (Acció Catalana Republicana) wurde. Am 15. April 1931 wurde er als Minister für nationale Wirtschaft (Ministro de Economía Nacional) in das Kabinett von Ministerpräsident Niceto Alcalá-Zamora berufen und bekleidete dieses Ministeramt bis zum 14. Oktober 1931. Bei der Wahl am 28. Juni 1931 wurde er im Wahlkreis Barcelona zum Mitglied des Kongresses der Republik (Cortes Republicanas) gewählt und gehörte diesem bis zum 9. Oktober 1933 an. Im ersten Kabinett von Ministerpräsident Manuel Azaña war er vom 14. Oktober bis am 16. Dezember 1931 Wirtschaftsminister (Ministro de Economía).
Nicolau d’Olwer, der auch Mitglied des Instituts für katalanische Studien (Instituto de Estudios Catalanes) war, wurde am 16. Februar 1936 im Wahlkreis Barcelona erneut Mitglied des Kongresses der Republik, dem er bis zum 2. Februar 1939 angehörte. Nach dem Ende des Spanischen Bürgerkrieges ging er 1939 ins Exil nach Mexiko, wo er verstarb.

## Veröffentlichungen
Luis Nicolau d’Olwer war auch als Schriftsteller in katalanischer Sprache tätig und zeichnete sich durch seine Studien zu verschiedenen Aspekten der katalanischen Literatur aus. Zu seinen Veröffentlichungen gehören:
- El teatro de Menandro, noticias histórico-literarias, 1911
- Del diálogo en la poesía medieval catalana, 1920
- Epistolari d’en Manuel Milá y Fontanals, Institut d’Estudis Catalans, Barcelona 1922
- La expansión de Cataluña en el Mediterráneo oriental, Editorial Barcino, Barcelona 1926, Nachdruck Edicions Proa, Barcelona 1974
- Ramón Muntaner. L’expedició dels Catalans a orient. Extret de la „Crònica“, Atenes a.g., Barcelona 1926
- Resumen de literatura catalana, 1927
- La lliçó de la dictadura, Llibreria Catalònia, Barcelona 1931, Neuauflage RBA La Magrana, Barcelona 2014
- Fray Bernardino de Sahagún, 1499–1590, Mexiko-Stadt 1952, University of Utah Press, Salt Lake City 1987
- Brasa, Memoiren, 1958
- Cronistas de las culturas precolombinas, Fondo de Cultura Económica, Mexiko-Stadt 1963
- Toribio Motolinía. Relaciones de la Nueva España, Universidad Nacional Autónoma de México, Mexiko-Stadt 1964
- Democràcia contra dictadura escrits polítics, 1915–1960, Herausgeber Albert Balcells, Institut d’Estudis Catalans, Barcelona 2007

## Hintergrundliteratur
- Jaume Sobrequés i Callicó: Epistolari de Lluís Nicolau d’Olwer amb Ramon d'Abadal i de Vinyals i amb Ferran Valls i Taberner, 1905–1933, Promocions Publicacions Universitàries, Barcelona 1989
- Montserrat Contributor Vilà i Bayerri, Joan Molar i Navarra: Correspondència entre Lluís Nicolau d’Olwer i Jaume Bofill i Mates, Abadía de Montserrat, Barcelona 1999
- Ferran Cuito i Canals: Epistolari de l’exili francès, 1941–1946, Publicacions de l’Abadia de Montserrat, Barcelona 2003
- J. M. Muñoz Pujol: Lluís Nicolau d’Olwer. Un àcid gentilhome, Edicions 62, Barcelona 2007
- Joan Coromines Epistolari & Lluís Nicolau d’Olwer, Fundació Pere Coromines, Barcelona 2008
- August Rafanell, Joan Ferrer: Introducció a la història literària de Catalunya, 2022